# 学校法人常陽学園
学校法人常陽学園（がっこうほうじんじょうようがくえん）とは、日本の学校法人。東京医療学院大学など諸学校の設置者である。

## 概要
東京都に所在する学校法人である。

## 法人本部
- 東京都中央区八丁堀1-11-11

## 設置している諸学校

### 大学
- 東京医療学院大学（多摩市）

### 専門学校
- 東京医療福祉専門学校（八丁堀）
- 専門学校東京医療学院（八丁堀）